# Iris violipurpurea
Iris violipurpurea är en irisväxtart som beskrevs av John Kunkel Small. Iris violipurpurea ingår i släktet irisar, och familjen irisväxter. Inga underarter finns listade i Catalogue of Life.